# Irene Bou Linares
Irene Bou Linares (Caracas, Veneçuela, 15 de desembre de 1982) és una artista hispano-veneçolana que viu a Mataró. Llicenciada en arts plàstiques i especialitzada en pintura, es va graduar en l'Institut d'Arts Plàstiques Armando Reverón (2004) de Caracas.
La seva mare és veneçolana i el pare, català d'origen. Va començar la seua trajectòria artística a Veneçuela, alternant entre els estils de grafit, art marginal, abans de convertir-se en una representant del moviment underground “Art Outsider”. El seu estil, sovint comparat amb el de Jean-Michel Basquiat, que ella nega, és molt original i únic, arrelat en els expressionistes com ara Egon Schiele.
Els personatges, sense personalitat, estan distorsionats per passions desenfrenades, que representen les diferents històries profundes, significatives i subtils que pot tenir la vida mundana; al mateix temps que presenten una forta càrrega de malenconia i deshumanització.
En el seu treball utilitza l'acrílic, el carbó, el pastís de plom i la laca, els quals es completen creant un estil únic.
Exposa de manera regular a Veneçuela, Catalunya, Espanya i França.